# گونار نیلسون (ورزشکار)
گونار نیلسون (انگلیسی: Gunnar Nilsson؛ ۲۳ مارس ۱۹۲۳ – ۱۳ مه ۲۰۰۵ (aged 82)) ورزشکار بوکس اهل سوئد بود.
وی در مسابقات کشوری و بین‌المللی در مجموع برندهٔ ۱ مدال نقره شده‌است.